# تی گاو
تی گاو یک ستاره است که در صورت فلکی ثور قرار دارد.

## نگارخانه

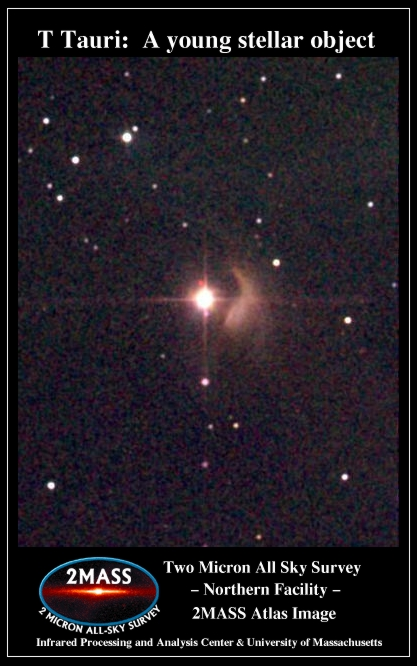